# Trần Anh Khoa
Trần Anh Khoa (Đà Nẵng, Vietnam, 28 de julio de 1991 – Đà Nẵng, Vietnam; 4 de diciembre de 2024) fue un futbolista y entrenador de fútbol de Vietnam que jugó en la posición de mediapunta.

## Carrera
Anh Khoa fue producto del programa de formación del SHB Đà Nẵng, siendo promovido al primer equipo en 2013 en la V.League 1. Tuvo su debut con el equipo en la supercopa de Vietnam de 2012 entrando de cambio y ayudó al club a ganar el título.
En un partido de la V.League 1 el 13 de septiembre de 2015 ante el Sông Lam Nghệ An, Anh Khoa fue sacado del campo al minuto 21 cuando Quế Ngọc Hải le cometió una falta grave por la que solo recibió tarjeta amarilla, pero Anh Khoa tuvo que ser reemplazado por una lesión seria en los ligamentos de la rodilla y el hueso a causa de la barrida. Después Ngọc Hải fue suspendido por seis mesas de toda actividad relacionada con el fútbol y a pagar una multa de 800 millones de đồngs para las cuentas médicas de Anh Khoa. Anh Khoa estuvo lesionado entre 12 y 18 meses antes de viajar a Singapur para una operación. Los doctores solo le dieron un 50% de posibilidad a Anh Khoa de recuperación para regresar al fútbol. Luego de varias operaciones se retiró como futbolista en 2017.
Luego de retirarse como futbolista Anh Khoa se mantuvo con el SHB Đà Nẵng como entrenador de las categorías menores.

## Muerte
Anh Khoa se suicidó en su casa en Đà Nẵng el 4 de diciembre de 2024 a los 33 años.

## Logros
- Supercopa de Vietnam (1): 2012